# Peutoe
Peutoe is een bestuurslaag in het regentschap Pidie van de provincie Atjeh, Indonesië. Peutoe telt 598 inwoners (volkstelling 2010).